# Kategoria e Parë 1997-1998
La Kategoria e Parë 1997-1998 fu la 59ª edizione della massima serie del campionato albanese di calcio disputata tra il 14 settembre 1997 e il 30 maggio 1998 e conclusa con la vittoria del Vllaznia, al suo ottavo titolo.
Capocannoniere del torneo fu Dorian Bubeqi (Shkumbini) con 26 reti.

## Formula
A meno di un mese di distanza dalla conclusione della stagione precedente le medesime 18 squadre si incontrarono in un girone di andata e ritorno per un totale di 34 partite.
Le ultime tre classificate furono retrocesse in Kategoria e Dytë in previsione di una diminuzione del numero di club partecipanti.
L'Olimpik Tirana tornò a chiamarsi Dinamo Tirana.
Le squadre qualificate alle coppe europee furono tre: la vincente del campionato fu ammessa alla UEFA Champions League 1998-1999, la seconda classificata alla Coppa UEFA 1998-1999 e la vincente della coppa d'Albania alla Coppa delle Coppe 1998-1999.

## Squadre
| Squadra             | Città        | Stadio | Stagione 1996-1997 |
| ------------------- | ------------ | ------ | ------------------ |
| KS Elbasani         | Elbasan      |        | 13°                |
| Tirana              | Tirana       |        | Campione d'Albania |
| KF Partizani Tirana | Tirana       |        | 4°                 |
| Dinamo Tirana       | Tirana       |        | 16°                |
| Flamurtari          | Valona       |        | 3°                 |
| Vllaznia            | Scutari      |        | 2°                 |
| Teuta Durrës        | Durazzo      |        | 8°                 |
| Tomori              | Berat        |        | 12°                |
| Albpetrol           | Patos        |        | 17°                |
| Besa Kavajë         | Kavajë       |        | 11°                |
| Apolonia            | Fier         |        | 5°                 |
| Shkumbini           | Peqin        |        | 6°                 |
| KF Laçi             | Laç          |        | 10°                |
| Bylis               | Ballsh       |        | 14°                |
| Shqiponja           | Argirocastro |        | 18°                |
| Sopoti              | Librazhd     |        | 9°                 |
| Skënderbeu          | Coriza       |        | 15°                |
| KS Lushnja          | Lushnjë      |        | 7°                 |

## Classifica finale
|                    | Pos. | Squadra     | Pt | G  | V  | N | P  | GF | GS | DR  |
| ------------------ | ---- | ----------- | -- | -- | -- | - | -- | -- | -- | --- |
| Albania (bandiera) | 1.   | Vllaznia    | 72 | 34 | 22 | 6 | 6  | 42 | 24 | +18 |
|                    | 2.   | Tirana      | 65 | 34 | 19 | 8 | 7  | 54 | 19 | +35 |
|                    | 3.   | Partizani   | 64 | 34 | 20 | 4 | 10 | 62 | 27 | +35 |
|                    | 4.   | Shkumbini   | 54 | 34 | 17 | 3 | 14 | 56 | 49 | +7  |
|                    | 5.   | Teuta       | 54 | 34 | 17 | 3 | 14 | 39 | 39 | 0   |
|                    | 6.   | KS Elbasani | 52 | 34 | 16 | 4 | 14 | 48 | 31 | +17 |
|                    | 7.   | Apolonia    | 52 | 34 | 15 | 7 | 12 | 38 | 34 | +4  |
|                    | 8.   | Laçi        | 48 | 34 | 15 | 3 | 16 | 47 | 49 | -2  |
|                    | 9.   | KS Lushnja  | 47 | 34 | 14 | 5 | 15 | 54 | 38 | +16 |
|                    | 10.  | Tomori      | 47 | 34 | 15 | 2 | 17 | 37 | 45 | -8  |
|                    | 11.  | Skënderbeu  | 46 | 34 | 13 | 7 | 14 | 40 | 50 | -10 |
|                    | 12.  | Dinamo      | 45 | 34 | 12 | 9 | 13 | 42 | 36 | -6  |
|                    | 13.  | Bylis       | 45 | 34 | 13 | 6 | 15 | 41 | 39 | +2  |
|                    | 14.  | Besa Kavajë | 44 | 34 | 13 | 5 | 16 | 48 | 47 | +1  |
|                    | 15.  | Flamurtari  | 43 | 34 | 12 | 7 | 15 | 38 | 41 | -3  |
|                    | 16.  | Shqiponja   | 40 | 34 | 12 | 4 | 18 | 34 | 58 | -24 |
|                    | 17.  | Sopoti      | 35 | 34 | 10 | 5 | 19 | 39 | 64 | -25 |
|                    | 18.  | Albpetrol   | 19 | 34 | 5  | 4 | 25 | 24 | 93 | -69 |

Legenda:

      Campione d'Albania
      Ammesso alla Coppa delle Coppe
      Ammesso alla Coppa UEFA
      Retrocesso in Kategoria e Dytë
Note:

Tre punti a vittoria, uno a pareggio, zero a sconfitta.

## Verdetti
- Campione: Vllaznia
- Qualificata alla UEFA Champions League: Vllaznia
- Qualificata alla Coppa delle Coppe: Apolonia
- Qualificata alla Coppa UEFA: Tirana
- Retrocessa in Kategoria e Dytë: Albpetrol, Sopoti, Shqiponja